# H-dagurinn
H-dagurinn ou Hægri dagurinn (islandais : Jour-H ou Jour à droite) correspond à la journée du 26 mai 1968 où l'Islande a changé le sens de circulation, passant de la gauche à la droite. Le changement s'est effectué à 6 h du matin.

## Déroulement
L'Islande a hérité la conduite à gauche du Danemark, passé à la conduite à droite dès la fin du XVIIIe siècle. Elle planifie de passer à droite à son tour en 1941, mais le projet est interrompu à cause de la Seconde Guerre mondiale, pendant laquelle le pays est occupé par les troupes britanniques. Il attendra encore 27 ans.
L'Althing, le parlement islandais, en fait la demande auprès du gouvernement le 13 mai 1964 : « L'Althing exhorte le gouvernement à lancer dès que possible les études sur la meilleure façon de déplacer la circulation vers le côté droit de la route ». Un an auparavant, le parlement suédois avait voté dans le même sens.
La gestion de cette tâche a été attribuée à la Commission de la circulation (Umferðarnefnd). Le coût dû à ce changement de sens a avoisiné 33 millions de couronnes pour la modification des autobus et 12 millions de couronnes pour la modification de l’infrastructure. Durant la nuit précédant le changement, 1 662 panneaux ont été modifiés à travers l'ensemble du pays, sur un total de 5 727.

## Accident
Le changement n'a engendré qu'un accident : un garçon à vélo qui s'est cassé une jambe.